# Bebearia octogramma
Bebearia octogramma är en fjärilsart som beskrevs av Smith och Kirby 1889. Bebearia octogramma ingår i släktet Bebearia och familjen praktfjärilar. Inga underarter finns listade i Catalogue of Life.